# フリードリヒ・シュトロマイヤー
フリードリヒ・シュトロマイヤー（Friedrich Strohmeyer、1776年8月2日 - 1835年8月18日）は、ドイツの化学者。1817年にカドミウムを発見した。

## 略歴
ゲッティンゲン大学医学部教授の息子として生まれ、同大学でヨハン・フリードリヒ・グメリンとルイ＝ニコラ・ヴォークランから化学を学んだ。1800年に博士号を取得して、のちに同大学で化学の教授を務めた。弟子には、アイハルト・ミチェルリヒやロベルト・ブンゼンらがいる。
ハノーファー公国の薬局の監督長官の時、酸化亜鉛を含む薬を調べている時、薬を加熱したところ黄色に変色したことがきっかけで不純物の存在に気付き、カドミウムを発見した。彼とほぼ同時にカール・ザムエル・レベレヒト・ヘルマンも酸化亜鉛からカドミウムを発見している。
1821年にはユージアル石、霰石、方解石などの研究を"Untersuchungen über die Mischung der Mineralkörper und anderer damit verwandten Substanzen"として発表した。1832年にボヘミアで発見された鉱物を最初に分析したことから、この鉱物には彼の名を取ってStromeyerite（和名:輝銀銅鉱、化学式:AgCuS）と命名された。
ドイツ化学会では、彼の功績をたたえてフリードリヒ・シュトロマイヤー賞を1981年に創立している。